# Хундхауптен
Хундхауптен (њем. Hundhaupten) општина је у њемачкој савезној држави Тирингија. Једно је од 61 општинског средишта округа Грајц. Према процјени из 2010. у општини је живјело 374 становника. Посједује регионалну шифру (AGS) 16076033.

## Географски и демографски подаци
Хундхауптен се налази у савезној држави Тирингија у округу Грајц. Општина се налази на надморској висини од 325 метара. Површина општине износи 7,8 km². У самом мјесту је, према процјени из 2010. године, живјело 374 становника. Просјечна густина становништва износи 48 становника/km².